# Garuda Indonesia
PT Garuda Indonesia (Persero) Tbk, conosciuta con il marchio commerciale Garuda Indonesia, è la compagnia di bandiera dell'Indonesia. Prende il nome dall'uccello mitico Garuḍa che, nella tradizione vedica, trasporta la divinità indù Visnù.
Garuda Indonesia è di proprietà esclusiva del governo indonesiano e nel marzo 2007 contava più di 6.200 dipendenti. Skytrax assegnava, per il 2009, un rating di tre stelle alla compagnia che dal 29 dicembre 2009 è diventato di quattro stelle per il 2010.

## Storia
Garuda Indonesia ha origini nel periodo della guerra d'indipendenza indonesiana, per l'affrancamento dal dominio olandese nei tardi anni quaranta, quando Garuda effettuava trasporti speciali con un DC-3. La data di fondazione della compagnia è generalmente individuata nel 26 gennaio 1949, quando la compagnia era nota come Garuda Indonesian Airways ed effettuava voli con un DC-3 soprannominato Seulawah (montagna dorata in lingua acehnese) acquistato per 120.000 dollari di Malaya, forniti dai più importanti notabili di Aceh. Durante la rivoluzione indonesiana la compagnia operava principalmente trasportando i leader indonesiani per missioni diplomatiche.
Il governo della Birmania aiutò notevolmente la compagnia aerea nel suo periodo iniziale. Nel 1953 la Garuda contava 46 aeroplani, nonostante poi nel 1955 la flotta dei Catalina fu ritirata dal servizio. Nel 1956 la Garuda effettuò il primo volo alla volta della Mecca per un pellegrinaggio.
Negli anni sessanta la compagnia attraversò una fase di espansione: nel 1960 disponeva di otto Convair CV-240, otto Convair CV-340 e tre Convair CV-440. Negli anni successivi furono acquistati tre Convair CV-990 e tre Lockheed L-188 Electra e fu aperta una rotta verso l'aeroporto di Hong Kong Kai Tak. Dopo aver privilegiato le rotte nazionali e nella regione, il 28 settembre 1963, furono iniziati i primi voli verso l'Europa con rotte per Amsterdam e Francoforte. Nel 1965 furono introdotte nuove tratte verso Roma e Parigi via Bombay e Il Cairo su aerei Convair CV-990. In quell'anno cominciarono anche voli alla volta della Cina verso Canton e Phnom Penh. Sempre nel 1965 Garuda entrò nell'era dei motori a getto con l'acquisto di un Douglas DC-8 che collegava l'Indonesia all'aeroporto di Amsterdam-Schiphol.
Messa al bando dalla Comunità Europea nel 2007 per il mancato rispetto degli standard di sicurezza, è stata oggetto di tre ispezioni della Commissione europea guidate dall'italiano Federico Grandini. È stata poi riammessa nel 2009. Nel 2010 sono stati aperti i collegamenti con Amsterdam, inizialmente con fermata intermedia a Dubai, dal 2014 con volo diretto, e Londra, quest'ultimo poi soppresso.
Garuda Indonesia opera voli nazionali ed internazionali da Giacarta (Aeroporto Internazionale Soekarno-Hatta), come "main hub" dal Terminal 2F insieme a Merpati Nusantara Airlines (che è in ancora in EU ban/blacklist). Il terminal 2F è direttamente collegato ai Terminal 2D e 2E da cui operano gli altri vettori internazionali (Qatar Airways, Emirates, Malaysia Airlines, JAL, Thai Airways, Cathay Pacific, Singapore Airlines, ect).
Garuda ha un suo programma frequent flyer, GarudaMiles, e dal Marzo 2014 è parte dell'alleanza SkyTeam.
Secondo la società di ricerca britannica Skytrax, Garuda Indonesia si classifica decima nella lista delle prime 100 migliori compagnie aeree del 2017.

## Flotta

### Flotta attuale

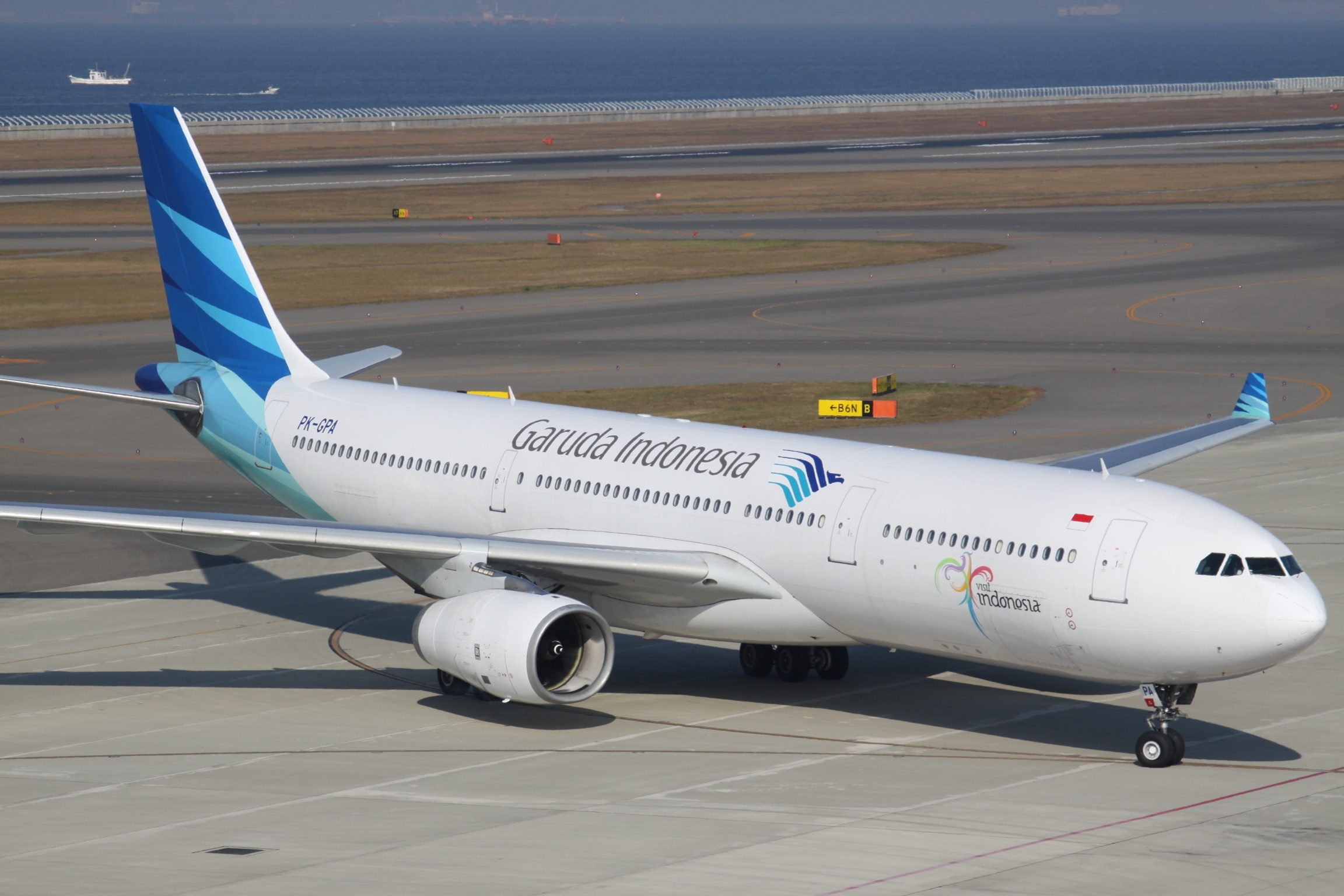
Un Airbus A330-300.

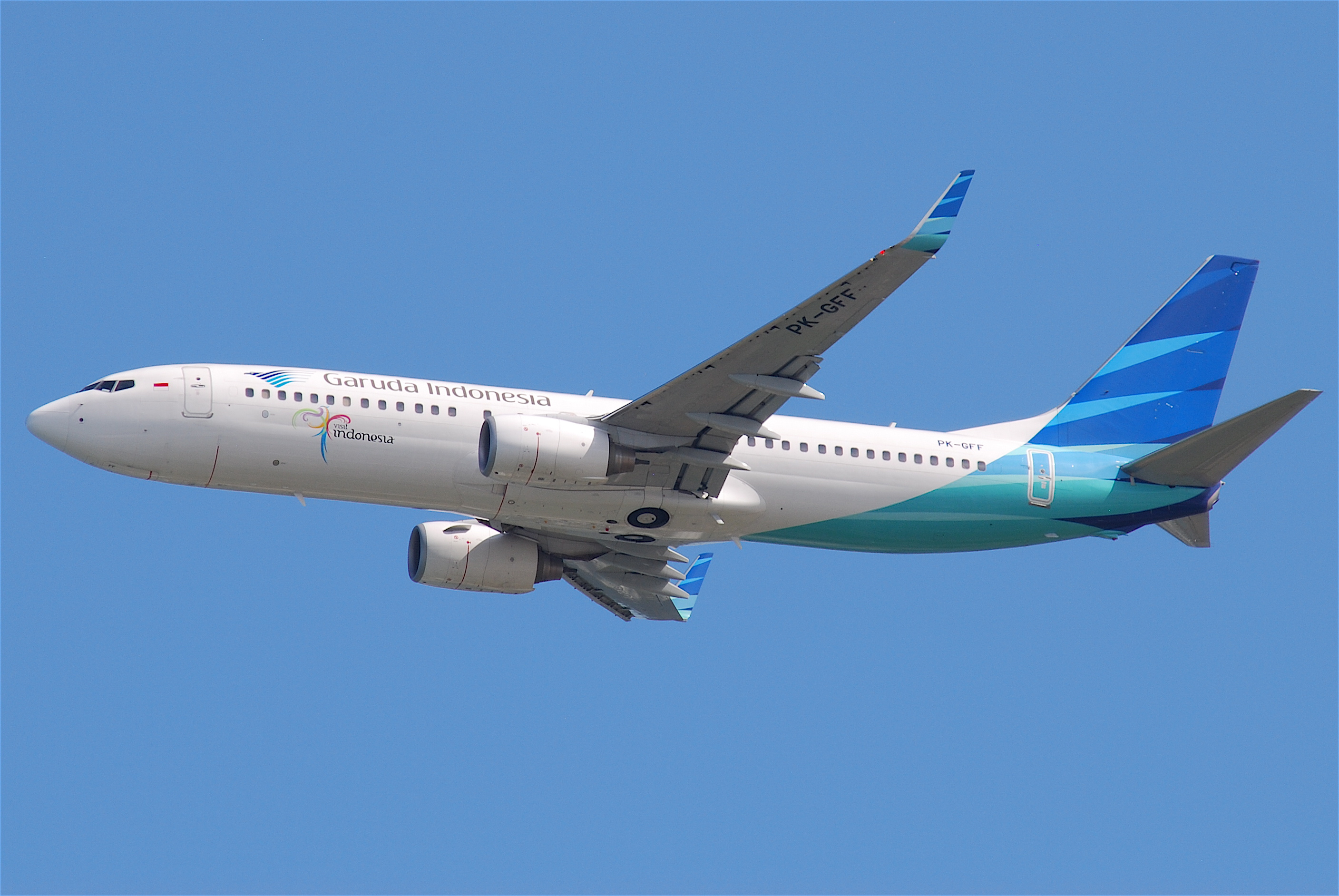
Un Boeing 737-800.

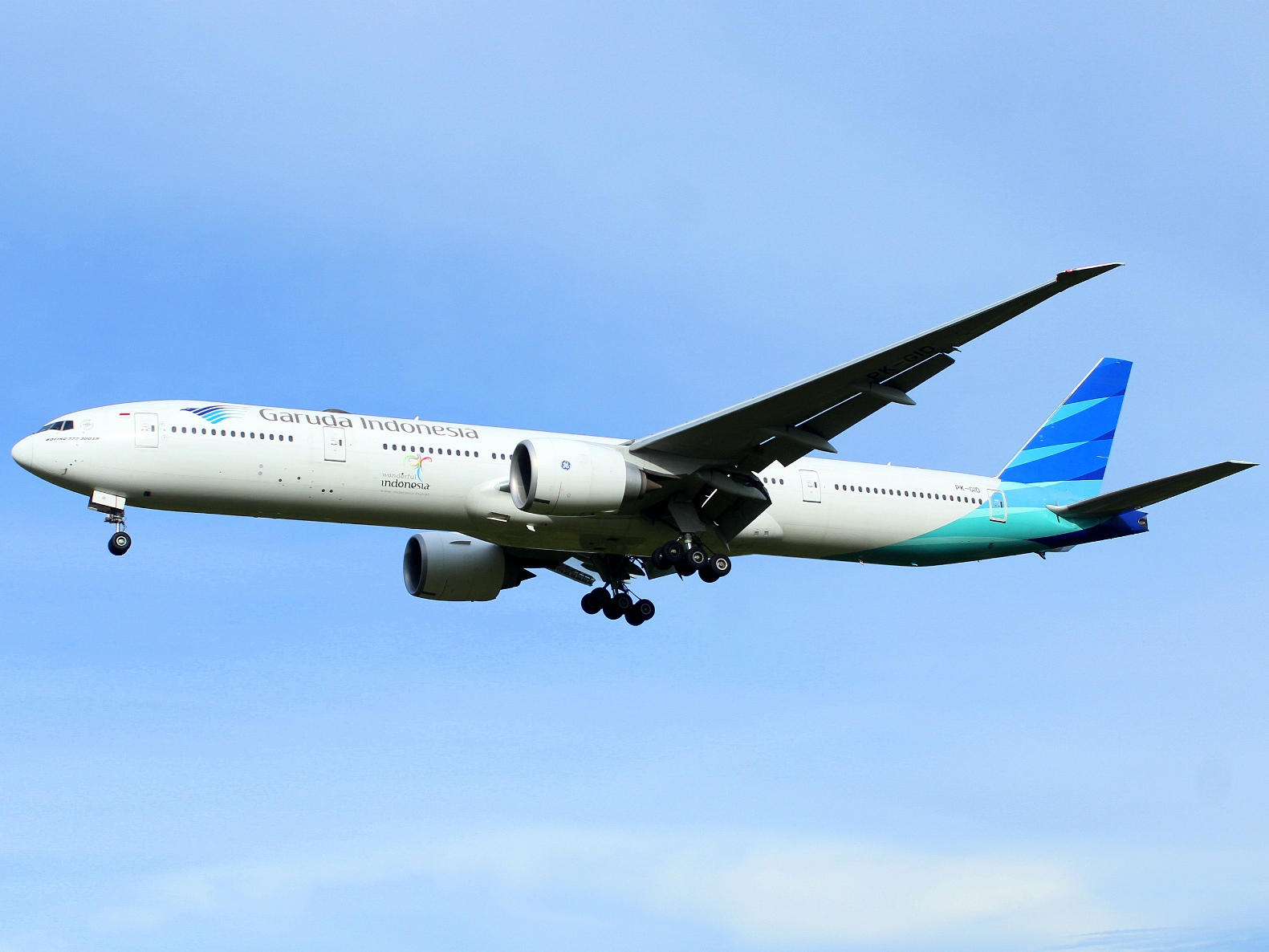
Un Boeing 777-300ER.

Ad agosto 2024, la flotta di Garuda Indonesia è composta dai seguenti aeromobili:

### Flotta storica

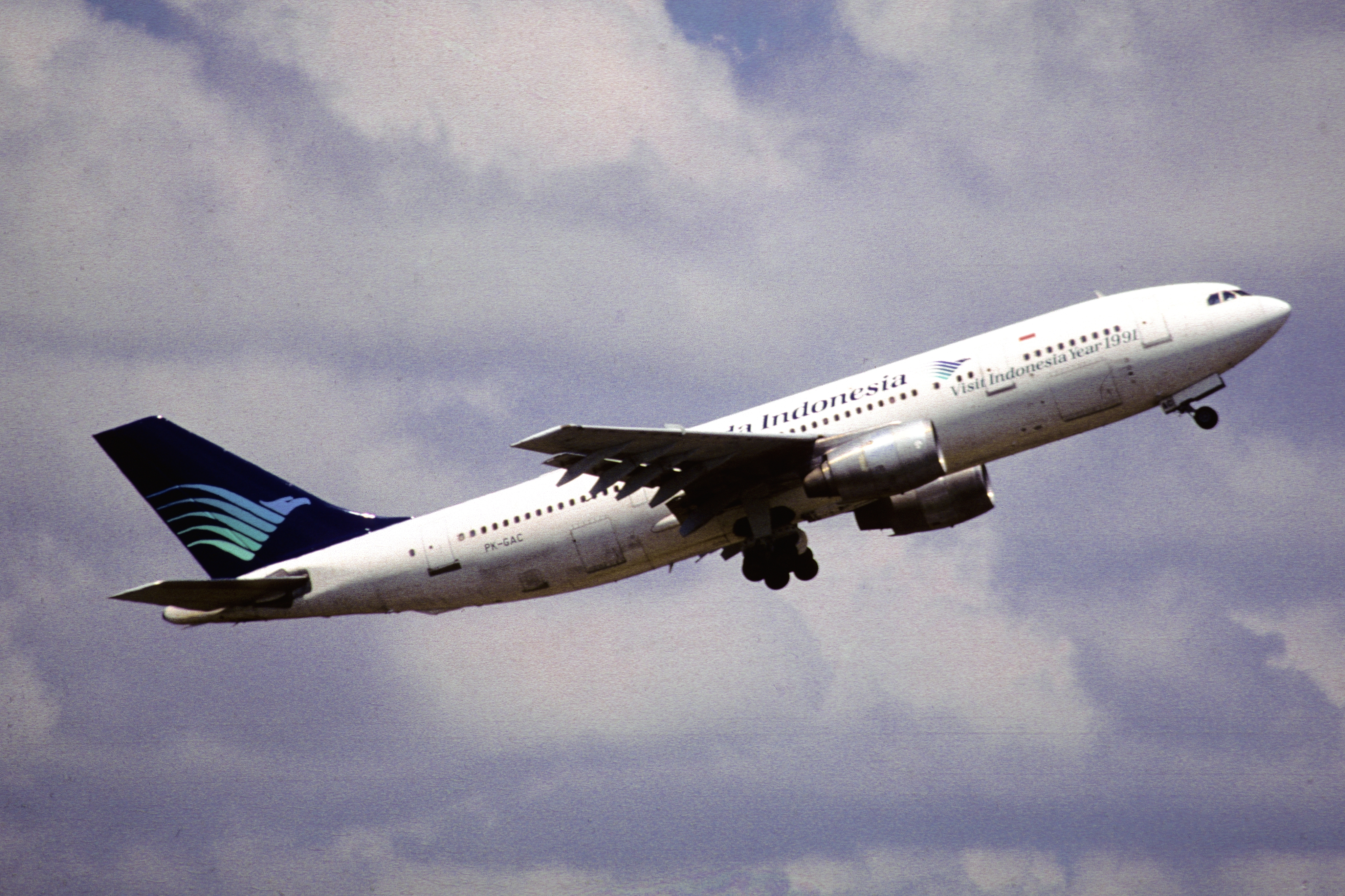
Un Airbus A300B4.

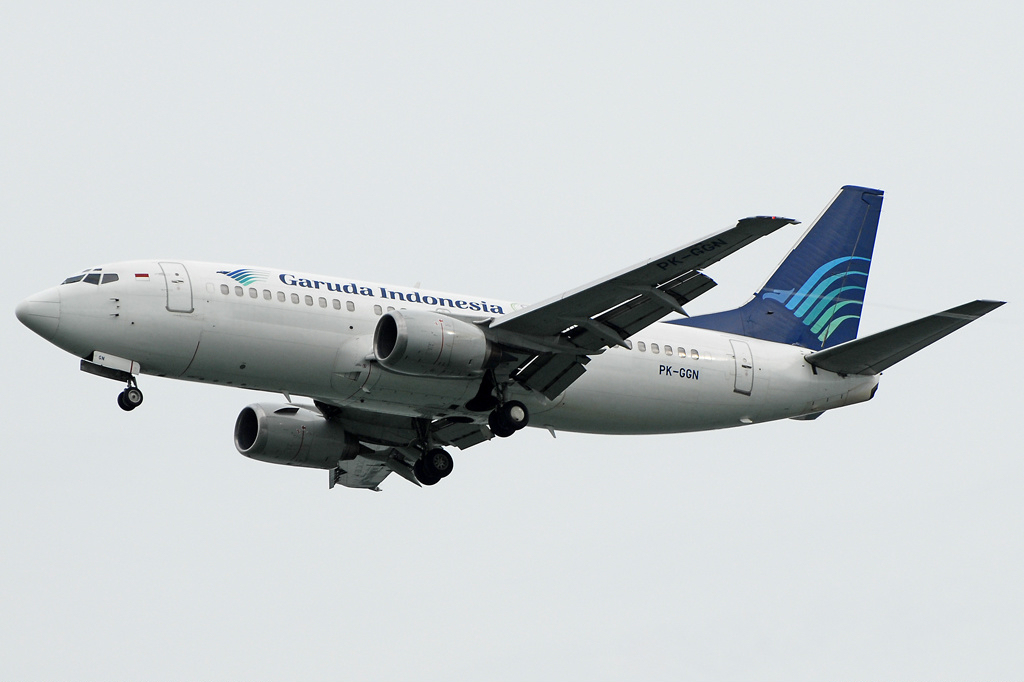
Un Boeing 737-300.

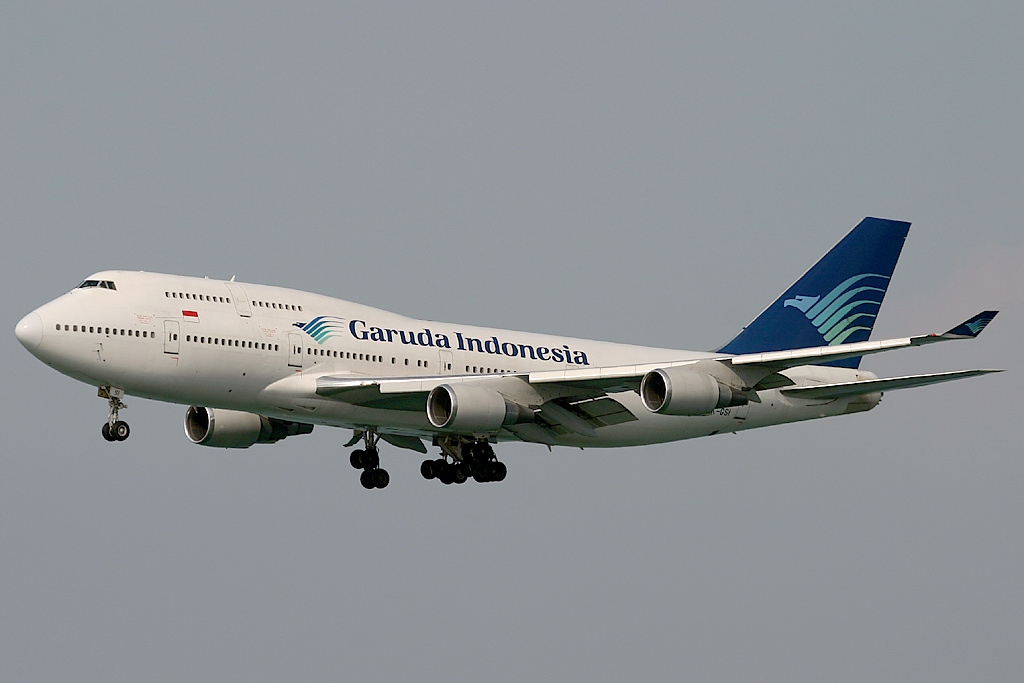
Un Boeing 747-400.

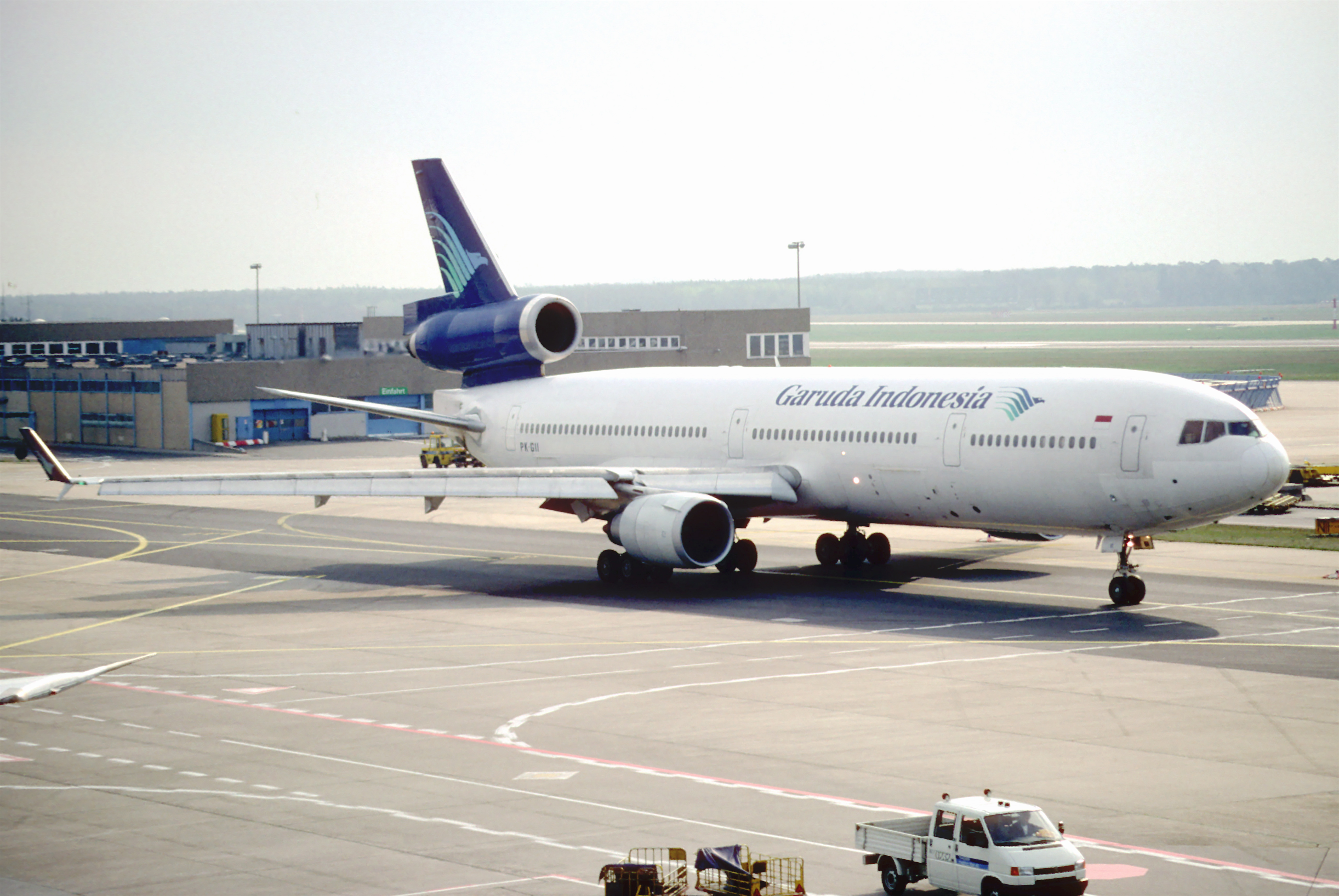
Un McDonnell Douglas MD-11.

Nel corso degli anni Garuda Indonesia ha operato con i seguenti modelli di aeromobili:

## Incidenti
- Il 16 febbraio 1967, il volo Garuda Indonesia 708 si schiantò dopo l'atterraggio all'aeroporto Internazionale Sam Ratulangi, Manado, nel nord di Sulawesi, in Indonesia. 22 degli 84 passeggeri a bordo persero la vita, mentre tutti gli otto membri dell'equipaggio sopravvissero.[7]
- Il 24 settembre 1975, il volo Garuda Indonesia 150, operato da un Fokker F28, si schiantò durante l'avvicinamento a causa del maltempo e della nebbia a soli quattro chilometri dalla destinazione. Nell'incidente morirono 25 dei 61 a bordo e una persona a terra.[8]
- Il 28 marzo 1981, il volo Garuda Indonesia 206 fu dirottato dal Komando Jihad in Indonesia. L'aereo era un Douglas DC-9, dirottato mentre effettuava un volo interno e costretto ad atterrare all'aeroporto di Bangkok in Thailandia. I dirottatori chiesero il rilascio dei loro compagni dalle carceri indonesiane e presentarono altre richieste. Tre giorni dopo, l'aereo fu preso d'assalto dalle forze speciali indonesiane. Nella sparatoria che ne seguì, il pilota, uno degli agenti e tre dirottatori furono uccisi, mentre tutti i passeggeri furono salvati.[9]
- Il 4 aprile 1987, il volo Garuda Indonesia 035, operato da un Douglas DC-9, si schiantò durante l'avvicinamento all'aeroporto di Medan-Polonia 23 dei 45 passeggeri e membri dell'equipaggio a bordo rimasero uccisi nell'incidente.[10]
- Il 13 giugno 1996, il volo Garuda Indonesia 865 si schiantò durante la corsa di decollo dalla pista 16 dell'aeroporto di Fukuoka. Tre dei 275 a bordo persero la vita nell'incidente.[11]
- Il 26 settembre 1997, il volo Garuda Indonesia 152 precipitò su una collina in fase di atterraggio a 25 km dall'aeroporto di Medan. Tutti gli occupanti dell'Airbus A300 perirono nell'incidente, il più tragico accaduto sul suolo indonesiano.[12]
- Il 12 febbraio 2002, il volo Garuda Indonesia 421, operato con un Boeing 737-300, dovette effettuare un atterraggio di emergenza nel fiume Solo a causa dello spegnimento di entrambi i motori, dovuto all'ingestione di acqua e grandine. Una hostess rimase uccisa nell'incidente.[13]
- Il 7 marzo 2007, il volo Garuda Indonesia 200, operato da un Boeing 737-400, uscì di pista durante l'atterraggio all'aeroporto Internazionale Adisutjipto, finendo in una risaia ed esplodendo in fiamme. Venti passeggeri e un membro dell'equipaggio rimasero uccisi.[14]